# Кубок Казахстана по футболу 2001
Кубок Казахстана по футболу 2001 года — 10-й розыгрыш национального Кубка, в котором приняли участие 17 клубов.
Финальный матч состоялся 17 ноября 2001 года в Алма-Ате на Центральном стадионе.
Победителем Кубка стал алма-атинский «Кайрат», обыгравший в финале столичный «Женис». «Кайрат» завоевал право на участие в Кубке УЕФА.

## 1/16 финала
Первый матч состоялся 5 мая, а ответный — 13 мая 2001 года.
| название              | счёт | название        | 1-й матч | 2-й матч |
| --------------------- | ---- | --------------- | -------- | -------- |
| Актобе-Ленто (Актобе) | 1:3  | Атырау (Атырау) | 1:1      | 0:2      |

## 1/8 финала
Матчи состоялись с 28 апреля по 26 мая 2001 года.
| название                        | счёт | название                        | 1-й матч | 2-й матч |
| ------------------------------- | ---- | ------------------------------- | -------- | -------- |
| Женис (Астана)                  | 2:1  | Шахтёр-Испат-Кармет (Караганда) | 1:1      | 1:0      |
| Экибастузец-НК (Экибастуз)      | 1:3  | Есиль (Кокшетау)                | 1:0      | 0:3      |
| Тобол (Костанай)                | 4:3  | Елимай (Семипалатинск)          | 3:0      | 1:3      |
| Достык (Шымкент)                | 4:6  | Есиль-Богатырь (Петропавловск)  | 3:0      | 1:6      |
| Жетысу (Талдыкорган)            | -:+  | Иртыш (Павлодар)                |          |          |
| Тараз (Тараз)                   | 1:3  | Кайрат (Алма-Ата)               | 1:2      | 0:1      |
| Кайсар (Кызылорда)              | 4:2  | Мангистау (Актау)               | 3:0      | 1:2      |
| Восток-Алтын (Усть-Каменогорск) | 1:3  | Атырау (Атырау)                 | 1:1      | 0:2      |

## 1/4 финала
Матчи состоялись 27 октября и 1 ноября 2001 года.
| название           | счёт | название                       | 1-й матч | 2-й матч |
| ------------------ | ---- | ------------------------------ | -------- | -------- |
| Женис (Астана)     | 4:3  | Есиль (Кокшетау)               | 3:1      | 1:2      |
| Тобол (Костанай)   | 5:3  | Есиль-Богатырь (Петропавловск) | 3:1      | 2:2      |
| Иртыш (Павлодар)   | 1:2  | Кайрат (Алма-Ата)              | 0:0      | 1:2      |
| Кайсар (Кызылорда) | 1:5  | Атырау (Атырау)                | 1:1      | 0:4      |

## 1/2 финала
Матчи состоялись 6 ноября и 11 ноября 2001 года.
| название          | счёт | название         | 1-й матч | 2-й матч |
| ----------------- | ---- | ---------------- | -------- | -------- |
| Женис (Астана)    | 4:1  | Тобол (Костанай) | 3:1      | 1:0      |
| Кайрат (Алма-Ата) | 2:0  | Атырау (Атырау)  | 1:0      | 1:0      |

## Финал
| 17 ноября 2001                               | \| Кайрат (Алма-Ата) \| 3:1 \| Женис (Астана) \| \| Алиев 45′ (пен.) · Булешев 52′ · Агабаев 75′ \| Голы \| Аксенов 31′ \| | Центральный стадион Алма-Ата Зрителей: 10 000 Судья: А. Борисов (Семипалатинск) |
| Кайрат (Алма-Ата)                            | 3:1 | Женис (Астана)                                                                  |
| Алиев 45′ (пен.) · Булешев 52′ · Агабаев 75′ | Голы | Аксенов 31′                                                                     |

| Победитель Кубка Казахстана по футболу 2001 |
| ------------------------------------------- |
| Кайрат (Алма-Ата) Четвёртый титул           |

## Лучшие бомбардиры розыгрыша
| Игрок               | Команда           | Голов |
| ------------------- | ----------------- | ----- |
| Реджепмурат Агабаев | Кайрат (Алма-Ата) | 5     |
| Владимир Гуртуев    | Женис (Астана)    | 5     |
| Рахман Асуханов     | Атырау (Атырау)   | 4     |
| Арсен Тлехугов      | Женис (Астана)    | 4     |
| Серик Кошкаров      | Атырау (Атырау)   | 3     |
| Олег Феоктистов     | Тобол (Костанай)  | 3     |
| Анатолий Вишниченко | Тобол (Костанай)  | 3     |